# Tiskarstvo
Tiskarstvo je tehnika mehaničkog umnožavanja istovjetnih primjeraka teksta ili slika. 
Početci tiskanja knjiga padaju na prijelaz iz 1447. na 1448. i povezani su s izumom tipografije Johannesa Gutenberga. Iako je mehanička reprodukcija pisanih tekstova bila poznata već od 8. stoljeća u Kini, tek se Gutenbergov izum počeo sredinom 15. stoljeća brzo širiti po Europi, a potom i po cijelom svijetu.
Visoki tisak, plošni tisak, propusni tisak i duboki tisak su načini umnožavanja tiskanih izdanja. U visoki tisak spadaju knjigotisak, fleksotisak i čelični tisak. Ofsetni tisak spada u plošni tisak, bakrotisak u duboki tisak, dok je sitotisak oblik propusnog tiska.
Tisak je također skupni pojam za tiskana izdanja koja nazivamo novine, časopisi, revije, magazini, itd. Najbrojnija vrsta tiska su dnevne novine.

## Tiskarstvo u Hrvatskoj
Prva tiskara u Hrvatskoj i u jugoistočkoj Europi uopće nalazila se u Kosinju, a osnovao ju je Anž (Ivan) VIII Frankapan Brinjski. U njoj je 1483. tiskan glagoljski misal, najstarija hrvatska tiskana knjiga. Sve dotad tiskane knjige bile su na latinskom jeziku i pismu, pa je Misal iz 1483. prva knjiga tiskana na narodnom jeziku i pismu uopće. Druga tiskara u Hrvatskoj je osnovana u gradu Senju, gdje su je 1494. osnovali glagoljaši.

## Tiskarstvo u Europi
Tijekom 15. stoljeća Gutenbergova tehnologija tiska širila se u Europi vrlo brzo. To je bilo uglavnom moguće zbog dobro razvijenih trgovačkih puteva. Jedan od pionira tiskarstva u Europi, koji je najveći dio svog života proveo u Mletačkoj Republici, bio je Dobrić Dobričević.
- 1458.: prva tiskara u Strasbourgu
- 1462.: u Beču
- 1464.: u Baselu
- 1465.: u Kölnu
- 1467.: u Eltvilleu
- 1468.: u Augsburgu
- 1469.: u Veneciji
- 1470.: u Nürnbergu
- 1472.: u Ulmu
- 1473.: u Španjolskoj i Engleskoj
- 1483.: u Kosinju
- 1492.: na Cetinju
- 1519.: u Pragu
- 1563.: u Rusiji
- 1593.: u Meksiku

## Vanjske poveznice
- Tiskarstvo Hrvatska tehnička enciklopedija, portal hrvatske tehničke baštine. LZMK